# آمین (شیمی)
آمین‌ها، مشتق‌های آمونیاک هستند و دسته وسیعی از مواد آلی نیتروژن دار را تشکیل می‌دهند که در آن‌ها، اتم نیتروژن به یک یا دو یا سه گروه آلکیل یا آریل متصل می‌باشد (هیدروژن به وسیلهٔ گروه‌های آلکیل یا آریل جانشین شده‌است) که به ترتیب آمین نوع اول، آمین نوع دوم یا آمین نوع سوم ایجاد می‌گردد. از این رو به همان طریقی که اترها و الکل‌ها با آب رابطه دارند، آمین‌ها به آمونیاک وابسته می‌باشند.
ترکیب‌های نیتروژن‌دار برای زندگی ضروری هستند و منبع اولیه برای تهیه آن‌ها، نیتروژن موجود در جو می‌باشد که توسط یک فرایند بنام تثبیت نیتروژن، مولکول نیتروژن ({\displaystyle {\ce {N2}}})، به امونیاک ({\displaystyle {\ce {NH3}}}) تبدیل می‌شود. آمونیاک حاصل سپس به ترکیب‌های نیتروژن‌دار آلی تبدیل می‌گردد.
در آلکیل آمین‌های نیتروژن به اتم کربن با هیبریداسیون (sp3) متصل است، آریل آمین‌ها دارای نیتروژنی هستند که به یک کربن sp2 بنزن یا حلقه شبیه بنزن متصل است. آمین‌ها معمولاً از آمونیاک استخراج می‌شوند که جای هیدروژن‌ها گروه آلکیلی قرار می‌گیرند.
خاصیت بازی آمین نوع دوم از بقیه بیشتر بوده و این گروه با تأثیر روی سیستم عصبی انسان کاربردهای گسترده‌ای پیدا کرده‌اند. بعضی از پیک‌های عصبی انسان مانند آدرنالین آمین‌اند، بعضی از جلوگیری کننده‌ها مانند مورفین نیز در گروه آمین‌ها قرار می‌گیرند. از دیگر ترکیب‌های آمین می‌توان به کُدئین و آمینو اسیدها اشاره کرد. آمین‌ها به عنوان اجزاء آمینواسیدها، پپتیدها و آلکالوئیدها، در بیوشیمی حائز اهمیت هستند. بسیاری از ترکیب‌های فعال بیولوژیکی حاوی نیتروژن هستند.
همچنین ترکیب‌های دیگری از آن‌ها به عنوان ضدتورم، بیهوش‌کننده، آرام‌بخش و محرک، کاربرد دارویی دارند. برای مثال آدرنالین (محرک)، پروپیل‌هگزدرین (ضدتورم بینی)، هگزامتیلن‌تترآمین (ماده ضدباکتری) اَمفتامین (ضد افسردگی) از جمله آن‌ها هستند.
همه آمین‌ها خصلت بازی دارند (آمین‌های نوع اول و دوم می‌توانند به عنوان اسید هم عمل کنند)، پیوند هیدروژنی تشکیل می‌دهند، و در واکنش‌های جانشینی به عنوان هسته دوست عمل کنند. پس در بسیاری از جنبه‌ها شیمی آمین‌ها با شیمی الکل‌ها و اترها شباهت دارد؛ ولی تفاوت‌هایی هم در فعالیت دارند، زیرا الکترونگاتیویته نیتروژن کمتر از اکسیژن است. از این رو آمین‌های نوع اول ودوم کمتر اسیدی می‌باشند و پیوندهای هیدروژنی ضعیف تر از الکل‌ها و تشکیل می‌دهند اما بازی ترو نوکلئوفیل‌تر می‌باشند.
| آمین نوع یک | آمین نوع دو | آمین نوع سه |
| ----------- | ----------- | ----------- |
| آمین نوع یک | آمین نوع دو | آمین نوع سه |

## تهیه آمین‌ها
دو خاصیت ویژه آمین‌ها، خاصیت بازی و خاصیت هسته‌دوستی آن‌هاست. خاصیت بازی و خاصیت هسته دوستی آمین‌ها هر دو از جفت الکترون غیرپیوندی ازت ناشی می‌شود. گاهی آمین به عنوان یک باز عمل کرده و این جفت الکترون یک پروتون از اسید برونستد جذب می‌کنند. گاهی نیز این جفت الکترون غیرپیوندی به کربن قطبی‌شده بر روی یک مولکول (مولکول الکترون‌دوست) حمله کرده و آمین به عنوان هسته‌دوست وارد واکنش می‌شود.

## آلکیل‌دار کردن آمونیاک
از واکنش آمونیاک و آلکیل هالیدها، طی یک واکنش SN2، می‌توان آمین‌های مختلفی را تهیه نمود. در این واکنش ابتدا منوآلکیل‌آمین تولید می‌شود. برای جلوگیری از ادامه واکنش، لازم است که غلظت آلکیل هالید کم انتخاب شود. معمولاً نوع محصول واکنش به مدت زمان انجان واکنش، طبیعت، غلظت‌آلکیل هالید، نوع هالوژن و نوع کربنی که هالوژن روی آن قرار گرفته‌است، بستگی دارد. با کلریدها، واکنش قابل کنترل‌تر می‌باشد و در صورت استفاده از یدیدآلکیل، آمونیوم چهارتایی تشکیل می‌شود. اگر غلظت CH3I کم باشد، می‌توان آمین‌های نوع دوم یا سوم را سنتز نمود. همان‌طور که اشاره شد، با توجه به خاصیت هسته‌دوستی آمین‌ها، واکنش 2 SNاین ترکیب‌ها با آلکید هالیدهای نوع اول منجر به تشکیل آمین‌های آلکیله شده می‌گردد که معمولاً در مرحله اول متوقف نمی‌شود و واکنش تا تشکیل نمک چهارتایی آمونیوم پیش می‌رود. این روش برای آمین‌های نوع اول، دوم و سوم عمومیت دارد اما آمین‌های نوع اول بهتر واکنش می‌دهند (به دلیل ممانعت فضایی کمتر و هسته‌دوستی بهتر). در مورد آمین‌های نوع سوم واکنش حذفی نسبت به واکنش هسته‌دوستی اولویت دارد. با استفاده از مقدار اضافی از آمونیاک با سایر آمین‌های اولیه، که توانایی محصول را در رقابت برای عامل آلکیل‌دارکننده محدود می‌سازد، حداقل رساندن آلکیلاسیون پیشرفته، امکان‌پذیر است. حتی با این اصلاح فرایند، در بسیاری از حالات، کم و بیش فقط بهره متوسطی را به‌دست می‌دهد.

## کاهش نیتریل‌ها
برای آلکیلاسیون کنترل شده آمین‌ها به هسته دوست نیتروژن‌داری نیازی داریم که فقط یک بار واکنش دهد. یون سیانید {\displaystyle {\ce {CN-}}}، چنین واکنش‌دهنده‌ای است. نیتریل‌ها را تحت واکنش جانشینی هسته‌دوستی آلکیل‌هالیدها و یون سیانید می‌توان تهیه کرد، که با کاهش آن‌ها آمین‌های مربوط تشکیل می‌شوند. فرایند کلی منجر به آمین نوع اول می‌شود که از آلکیل هالید اولیه یک کربن بیشتر دارد.

## کاهش آزیدها
برای وارد کردن یک گروه آمین بدون کربن اضافی به یک نوکلئوفیل نیتروژنی اصلاح شده، که پس از اولین آلکیلاسیون غیرواکنش‌پذیر باشد، نیازمندیم. چنین نوکئوفیلی یون آزید ،N3- است. سنتز آزید یک روش عالی برای تهیه آمین‌های نوع اول از آلکیل هالیدها است. یون آزید باز نیست بلکه یک هسته‌دوست خوب است. آلکیل آزیدها، همان‌طور که در ادامه نیز به آن اشاره شده‌است، از واکنش جانشینی آلکیل هالیدها با سدیم آزید تهیه می‌شوند و می‌توانند توسط واکنشگرهای کاهنده متنوع از جمله لیتیم‌آلومینیم‌هیدرید ویا هیدروژناسیون کاتالیزوری(Pd-c) به آلکیل آمین کاهیده شوند.

## کاهش ترکیب‌های نیترو
ترکیب‌های نیترودار را، نظیر بسیاری ترکیب‌ها آلی، به دو روش کلی می‌توان کاهش داد:
الف) با هیدروژن‌دار شدن کاتالیزوری در مجاورت هیدروژن مولکولی.
ب) با کاهش شیمیایی، اغلب به وسیله یک فلز و اسید
در مواردی که مولکول، علاوه بر گروه نیترو، دارای گروه‌های کاهش‌پذیری نظیر پیوند دوگانه کربن- کربن باشد از این روش نمی‌توان استفاده کرد. آمین ناخالص معمولاً حاوی مقداری ترکیب نیترو دست نخورده‌است که با بهره‌گیری از خواص بازی آمین می‌توان آن‌ها را جدا ساخت. آمین در محلول آبی اسید معدنی انحلال‌پذیر است، ولی ترکیب نیترو حل نمی‌شود.

## کاهش آمیدها
آمیدها یکی از انواع مشتق‌های کربوکسیلیک‌اسیدها هستند که یک نیتروژن به گروه کربونیل متصل است. برای به دست آوردن محصول با راندمان بیشتر از واکنش آسیل‌هالیدها و آمونیاک یا آمین‌ها استفاده می‌شود. با استفاده از کاهنده‌های قوی مانند لیتیم‌آلومینیم‌هیدرید، می‌توان آمیدها را به آمین‌های نوع اول کاهش داد.

## کاهش ایمین‌ها
مانند پیوند دوگانه کربن – اکسیژن در آلدئیدها و کتون‌ها، پیونددوگانه کربن-نیتروژن در ایمین‌ها را نیز می‌توان به وسیله هیدروژناسیون کاتالیزوری با واکنشگرهای هیدریدی، کاهش داد. از واکنش آمونیاک یا آمین‌ها با کتون‌ها ایمین تولید می‌شود که با کاهش آن می‌توان آمین تولید کرد. از آنجائیکه آمیدها به راحتی تهیه می‌شوند، این روش برای تهیه آمین‌ها فراگیر و عمومی می‌باشد. واکنش کاهش را می‌توان توسط کاهنده اختصاصی‌تری هیدروژن فعال شده کاتالیزوری یا سدیم سیانوبروهیدریدNa+ -BH3CN نیز با موفقیت انجام داد. سدیم سیانوبوروهیدرید از واکنش سدیم بوروهیدرید NaBH4 با هیدروژن سیانید بدست می‌آید. گروه الکترون‌کشنده سیانید توانایی یون بوروهیدرید رابرای انتقالH- به گروه عاملی کاهش داده شده، تقلیل می‌دهد. در نتیجه قدرت کاهش دهندگی سیانوبوروهیدرید متمایزتر است.

## سنتز گابریل
روش گابریل یک روش مناسب و کارآمد برای سنتز آمین‌های نوع اول است. این روش نیاز به کاهش ندارد. در این روش از فتال‌ایمید استفاده می‌شود و به دلیل این که در این سیستم نیتروژن مجاور دو عامل کربونیل است قدرت اسیدی گروه NH بسیار بیشتراز آمیدهای معمولی است؛ بنابراین، حذف پروتون با باز ملایم مانند یون‌کربنات صورت می‌گیرد. از واکنش آنیون حاصل با آلکیل هالید نوع‌اول و سپس هیدرولیز اسیدی، آمین به صورت نمک‌آمین حاصل می‌شود. با استفاده از یک باز نمک‌آمین را می‌توان به آمین آزاد تبدیل کرد.

## واکنش آمین‌ها

### خاصیت بازی
آمین‌ها نیز مانند الکل‌ها می‌تواند خاصیت اسیدی یا بازی داشته باشند. اما چون الکتیرونگاتیویته نیتروژن از اکسیژن کمتر است، قابلیت کنده‌شده پروتون نیز کاهش می‌یابد و عموماً آمین‌ها را به عنوان باز می‌شناسیم (قدرت اسیدی آمین‌ها ۱۰ به توان ۲۰ مرتبه کمتر از الکل‌های قابل مقایسه می‌باشد). برای جدا کردن پروتون از آمین‌ها نیاز به بازهای بسیار قوی مانند آلکیل لیتیم می‌باشد. روش دیگر برای تهیه یون آمید، واکنش آمین با فلزهای قلیایی است. فلزهای قلیایی در آمین‌ها حل شده و گاز هیدروژن آزاد می‌کنند (گرچه با سرعت نسبتاً کم). در این واکنش نمک آمین ایجاد می‌گردد. برای مثال، سدیم آمید را می‌توان از واکنش فلز سدیم با آمونیاک مایع و در حضور مقدار کاتالیستی (باعث سهولت انتقال الکترون به آمین می‌شود)، تهیه کرد. در غیاب این کاتالیست، سدیم به آسانی در آمونیاک حل شده و محلول کاهش دهنده قوی حاصل می‌گردد. از طرف دیگر، جفت الکترون آزاد برای پروتون‌دار شدن مناسبتر است و لذا آمین‌ها بازهای بهتری هستند. آمین‌ها بازهای ضعیفی هستند، اما به عنوان یک طبقه، آمین‌هادر بین مولکول‌های خنثی قویترین بازها هستند و در محلول آبی، به میزان کمی از آب پروتون می‌گیرند و یون‌های آمونیوم و هیدروکسید ایجاد می‌کنند. از این‌رو آمین‌ها، بازهای قوی‌تری نسبت به الکل‌ها هستند ولی قدرت بازی آن‌ها از آلکوکسیدها کمتر است. ثابت تعادل برای یک آمین نوع اول به شکل زیر خواهد بود. باید توجه کرد که قرار گرفتن گروه‌های الکترون‌کشنده بر روی آمین‌ها با عث کاهش قدر ت بازی آن‌ها می‌شود. به‌طور مثال نیتروآنیلین از آنیلین باز به مراتب ضعیفتری است.

## واکنش با اسیدها
از واکنش اسیدها با ترکیب‌های آمینی یا آمونیاک، نمک‌های آمونیوم ایجاد خواهد شد. نمک‌های آمونیوم در آب محلولند.

## تولید نمک‌های دی‌آزونیوم
هر یک از انواع آمین‌ها در واکنش با نیترواسید، HNO2، محصول متفاوتی به دست می‌دهد. آمین‌های نوع اول با نیترواسید (HNO2) واکنش می‌دهند و نمک‌های دی‌آزونیوم تولید می‌کنند. واکنش آمین‌ها با نیترواسید از طریق حمله نوکلئوفیلی بر روی (یا حمله الکتروفیلی به وسیله) یک کاتیون نیتروزیل NO+ واسطه به پیش می‌رود. محصول چنین تبدیلی بسیار متنوع است و بسته به اینکه واکنش‌دهنده یک آلکان‌آمین یا یک آنیلین باشد، نوع سوم، دوم یا اول باشد، تغییر خواهد کرد. بدین منظور نمی‌توان از اسید نیترو به‌طور مستقیم استفاده کرد، زیرا بسیار ناپایدار است. بدین جهت از نمک سدیم‌نیتریت در حضور یک هالواسید مانند هیدروکلریک اسید، در محیط واکنش استفاده می‌شود. در چنین محیط اسیدی ساخته شد، اسید نیترو حاصل ناپایدار بوده و با توجه به اسیدی بودن محیط، پروتون جذب کرده و با حذف مولکول آب، کاتیون نیتروزیل تولید می‌شود. کاتیون نیتروزیل خصلت الکتروفیلی دارد و به راحتی مورد حمله آمین‌ها قرار می‌گیرد. بسته به این که نیتروژن آمین فاقد هیدروژن یا دارای یک یا دو هیدروژن باشد در مرحله بعد واکنش دوره ویژه‌ای را طی می‌کند. نمک‌های –N نیتروزآمونیوم نوع سوم در دمای پایین پایدارند ولی در گرما تجزیه می‌شوند و مخلوطی از ترکیب‌های مختلف را به دست می‌دهند. از طرف دیگر نمک‌های –Nنیتروزآمونیوم نوع دوم به سادگی پروتون‌زدایی شده و به عنوان محصول‌های اصلی،Nنیتروزآمین‌های نسبتاً پایدار را به دست می‌دهند. واکنش مشابه با آمین‌های نوع اول ابتدا منوآلکیل –Nنیتروزآمین‌های مربوط را بدست می‌دهد؛ ولی این ترکیب‌ها ناپایدارند و به سرعت به مخلوطی پیچیده تبدیل می‌شوند. ناپایداری –Nنیتروزآمین‌های نوع اول به پروتون باقی‌مانده روی نیتروژن مربوط است. به وسیله یک سری از انتقال‌های هیدروژن، این ترکیب‌ها ابتدا به دی‌آزوهیدروکسیدها نوآرایی می‌کنند. سپس پروتوناسیون و در پی آن از دست رفتن آب، یون‌های دی‌آزونیوم بسیار واکنش‌پذیر را ایجاد می‌کنند. دلیل واکنش‌پذیری این نمک‌ها تمایل آن‌ها به از دست دادن نیتروژن برای ایجاد کربوکاتیون‌های مربوط است. این کربوکاتیون‌ها ممکن است نوآرایی شوند، پروتون‌زدایی شوند، یا بدام نوکلئوفیل‌ها بیافتند. همان‌گونه که در بالا به این موضوع اشاره شد، اگر آمین مورد استفاده آلیفاتیک باشد نمک‌دی‌آزونیوم حاصل بسیار فعال است و قابل جداسازی نیست اما اگر از ترکیب‌های آروماتیک استفاده کنیم نمک‌دی‌آزونیوم حاصل پایدار خواهد بود. آمین‌های آروماتیک نوع اول با نیترواسید ترکیب می‌شوند و نمک‌های دی‌آزونیوم تشکیل می‌دهند. به‌طور کلی نمک‌های دی آزونیوم آمین‌های آروماتیک در دو دسته مهم از واکنش‌ها شرکت می‌کنند. دسته اول، واکنش‌های جانشینی هستند که در جریان این واکنش‌ها نیتروژن آزاد می‌شود و گروه دیگری به‌جای آن جانشین می‌گردد. دسته دوم واکنش‌های زوج شدن هستند که طی آن، نمک دی‌آزونیوم از طریق نیتروژن به یک گروه آروماتیک یا هتروآروماتیک متصل می‌شود. هر دو دسته واکنش از نظر سنتزی بسیار با اهمیت هستند. با استفاده از آریل دی آزونیوم‌ها می‌توان ترکیب‌های متنوعی سنتز کرد.

## واکنش سندمایر
جایگزینی گروه دی‌آزونیوم به وسیله Cl یا Br، با استفاده از محلول تازه نمک دی‌آزونیوم و مس (I) کلرید یا مس (I) برمید انجام می‌گیرد. در دمای متعارفی، و گاهی در دمای بالاتر، نیتروژن به آسانی متصاعد می‌شود و پس از چند ساعت آریل‌کلرید یا آریل‌برمید را از مخلوط واکنش می‌توان استخراج کرد. این روش، با استفاده از مس (I) هالیدها، به واکنش سندمایر شهرت دارد. جایگزینی گروه دی‌آزونیوم به وسیله I، به مس (I) هالید یا مس نیاز ندارد. نمک دی‌آزونیوم و پتاسیم یدید، KI، با یکدیگر مخلوط می‌شوند و آریل یدید حاصل می‌گردد. جایگزینی گروه دی‌آزونیوم به وسیله F با روش نسبتاً متفاوتی صورت می‌گیرد. افزایش فلوئوروبوریک اسید، HBF4، منجربه تشکیل آریل‌فلوئورید می‌گردد. جایگزینی گروه دی‌آزونیوم به وسیلهٔ CN، با واکنش نمک دی‌آزونیوم و مس (I) سیانید انجام می‌گیرد. برای جلوگیری از تشکیل HCN، محلول دی‌آزونیوم، پیش از اضافه شدن به مس (I) سیانید، با سدیم کربنات خنثی می‌شود. نمک‌های دی‌آزونیوم با آب ترکیب می‌شوند و فنول‌ها را به دست می‌دهند. این واکنش در محلول سرد (آب – یخ) نمک‌های دی‌آزونیوم نیز به آرامی صورت می‌گیرد. جایگزینی گروه دی‌آزونیوم به وسیله H را با تعدادی از عامل‌های کاهنده می‌توان انجام داد؛ شاید مفیدترین آنها، هیپوفسفرواسید، یعنی H3PO2، باشد. نمک دی‌آزونیوم در مجاورت هیپوفسفرواسید قرار داده می‌شود که در نتیجه آن نیتروژن حذف می‌شود، فنول تشکیل و هیپوفسفرواسید به فسفرواسید اکسید می‌شود.

## امنیت
آمین‌های کوچک سمی‌اند و بعضی از آن‌ها خاصیت خورندگی پوست انسان را دارند و آمین‌های بزرگ معمولاً از لحاظ زیست‌شناسی بسیار فعالند.